# 朴勇八
朴 勇八（パク・ヨンパル、朝鮮語: 박용팔、1968年 - ）は、朝鮮民主主義人民共和国の政治家。開城市人民委員会委員長、瑞興郡人民委員会委員長、最高人民会議代議員などを歴任した。

## 経歴
1968年生まれ。2007年8月に瑞興郡人民委員会委員長に任命された。2009年1月に朝鮮中央通信の放送で朴勇八を開城市人民委員会委員長と紹介したことから同職への就任が確認され、同年3月8日に実施された最高人民会議第12期代議員選挙で代議員に選出された。2013年7月24日に開城市で開かれた「朝米間の平和協定の締結と米国の対朝鮮敵視政策の撤回を求め、朝鮮の自主的平和統一を支持する国際平和大行進」参加者と「朝鮮人民との連帯集会」に参加し、「金正恩同志の指導のもとに、祖国統一偉業を必ず成し遂げる」と演説した。その後動静が途絶え、詳細な時期は不明であるが開城市人民委員長を解任された。

## 参考サイト
- 북한정보포털

| 先代金日根 | 開城市人民委員会委員長2009年 - 不明 | 次代崔炳烈 |